# Будинок, де народилася Г. Затиркевич-Карпинська
Будинок, де народилася Г. Затиркевич-Карпинська — пам'ятка історії місцевого значення в Срібному.

## Історія
Рішенням виконкому Чернігівської обласної ради народних депутатів від 31.05.1971 № 286 будинку надано статус «пам'ятник історії місцевого значення» з охоронним № 1788 під назвою «Будинок, де народилася відома українська актриса Г. П. Затиркевич-Карпинська». На будівлі встановлено інформаційну дошку.

## Опис
Будинок збудований 1854 року. Одноповерховий, дерев'яний, обкладений цеглою, оштукатурений будинок. У будинку народилася і провела дитячі роки (1855—1871 роки) майбутня актриса Ганна Затиркевич-Карпинська.
Нині будівля служить одним із приміщень Срібнянської лікарні (провулок Франка, 1).
1986 року на фасаді будинку встановлено меморіальну дошку.